# Karen Jeneson
Catharina Françoise ("Karen") Jeneson (1966) is een Nederlands archeoloog en conservator van het Thermenmuseum in Heerlen.

## Biografie

### Opleiding
Karen Jeneson studeerde archeologie met als specialisatie provinciaal-romeinse archeologie (Noordwest-Europa in de Romeinse tijd) aan de Vrije Universiteit (VU) in Amsterdam. Na haar afstuderen in 2004 werkte ze twee jaar als veld- en beleidsarcheoloog bij Hazenberg Archeologie en Archeologisch Diensten Centrum, waar ze onder andere bureauonderzoeken in opdracht van de gemeenten Tiel, Woerden, Lichtenvoorde, Den Helder en Purmerend uitvoerde. In 2006 keerde ze terug naar het Archeologisch Centrum Vrije Universiteit (ACVU), waar ze aan een promotieonderzoek begon, dat deel uitmaakte van het door de Nederlandse Organisatie voor Wetenschappelijk Onderzoek gefinancierde project Roman villa landscapes in the North. Economy, culture, lifestyles, gecoördineerd door professor Nico Roymans. Roymans was tevens haar promotor. In 2013 promoveerde ze aan de VU op een onderzoek naar het Romeinse villalandschap tussen Tongeren en Keulen. De titel van haar proefschrift was: Exploring the Roman villa world between Tongres and Cologne. A landscape archaeological approach.

### Loopbaan
In 2010 kreeg Jeneson een aanstelling als conservator bij het Thermenmuseum in Heerlen, dat het best bewaarde Romeinse bouwwerk van Nederland herbergt. In 2012 werd het museum opnieuw ingericht, onder andere met een enorme reconstructietekening  van Coriovallum, Romeins Heerlen. In 2013 luidde Jeneson de noodklok, omdat de opgravingssite van het Romeinse badhuis op zeventien plaatsen instabiel en op 137 plaatsen aangetast was. Vanaf 2015 werd een grootschalig restauratieproject voorbereid. Tussen 2016 en 2019 werd in opdracht van het museum nieuw onderzoek verricht naar het badhuis en de directe omgeving door een team van 26 archeologen uit Nederland, België en Duitsland. Tevens vond hernieuwd onderzoek plaats naar alle eerdere bodemvondsten en bouwrestanten. Het resulteerde onder andere in een duidelijke bouwgeschiedenis, die begint in 65-73 AD, en een gebruiksgeschiedenis, die bijna vier eeuwen omspant.

### Overige activiteiten
Karen Jeneson geeft regelmatig lezingen door het land, met name over de Thermen van Heerlen en de Romeinse geschiedenis van Zuid-Limburg. Bij een lezing te Maastricht op uitnodiging van Limburgs Geschied- en Oudheidkundig Genootschap ontstond in 2012 enige consternatie toen Jeneson uitlegde dat Romeins Heerlen waarschijnlijk (veel) groter was dan Romeins Maastricht.
In 2021 was Jeneson nauw betrokken bij de reconstructie – inclusief nagemaakte mijlpaal – van een stukje van de Via Belgica, de Romeinse weg van Heerlen via Maastricht naar Tongeren, in het Geuldal nabij Château St. Gerlach. De wegreconstructie, en met name de historisch weinig verantwoorde informatievoorziening eromheen, werd bekritiseerd door de historici Robert Nouwen en Jona Lendering.

## Publicaties
Jeneson heeft een vijftiental wetenschappelijke publicaties op haar naam staan. In 2015 schreef ze het hoofdstuk 'Transformaties van land, economie en samenleving in Romeins Zuid-Limburg' in het driedelige, door LGOG gepubliceerde overzichtswerk Limburg. Een Geschiedenis. In 2017 publiceerde ze, samen met Andrea Waters-Rist en Ruurd Halbertsma over de in de sarcofaag van Simpelveld afgebeelde dame. In 2019 verscheen onder redactie van Karen Jeneson en Wouter Vos Roman bathing in Coriovallum. The thermae of Heerlen revisited (NAR 65).